# کارشی‌کوی (بورچکا)
کارشی‌کوی (به ترکی استانبولی: Karşıköy) یک منطقهٔ مسکونی در ترکیه است که در بورچکا واقع شده‌است. کارشی‌کوی ۷۶۴ نفر جمعیت دارد.